# 第69飛行隊 (イスラエル空軍)
イスラエル空軍 第69飛行隊（69 Squadron） は、イスラエル航空宇宙軍でF-15I ラームを集中運用する飛行隊である。別名として、ハンマーズ・スコードロン（The Hammers Squadron）とも呼ばれる。

## 歴史
第69飛行隊は、1948年7月に、アメリカ空軍から購入した3機のB-17G"フライングフォートレス"を運用する飛行隊として、エクロン空軍基地（現在のテルノフ空軍基地）で編成された。これらのB-17Gは"輸送用"という名目で供与されたため、導入時は機銃座が取り外され、穴に蓋をした状態となっていた。3機のB-17はアメリカからイスラエルへの移動中にエジプトのカイロを爆撃した後、一時的にラマト・ダヴィド空軍基地を拠点とし、第一次中東戦争中に200回以上の作戦を行った。これら3機のB-17Gはそれぞれ"1601号機"、"1602号機"、"1603号機"の機番が付けられ、1602号機には垂直尾翼両側に"爆弾を抱えたミッキーマウス"の手書きのイラストが描かれていた事で知られている。
第一次中東戦争の後、1951年に第69飛行隊は拠点をハツォール空軍基地に移し、残っていた2機のB-17は機首下部の銃座部分にレーダーを取り付ける改造が行われ、海上での哨戒任務に使用された。1954年後半頃になると第69飛行隊の人員は第103飛行隊に吸収される形となり、B-17も第103飛行隊の予備装備として保管される事になった。
1956年10月の第二次中東戦争において、第69飛行隊は2機のB-17Gを運用する部隊として臨時に再稼動し、11月4日のシャルム・エル・シェイクのエジプト軍駐屯地への夜間攻撃に投入された。第二次中東戦争の後、1957年に第69飛行隊は再度解散となり、2機のB-17は退役した。当初第69飛行隊をボートゥールIIを運用する飛行隊に再編する計画もあったが、結局ボートゥールは第110飛行隊へ配備される事となった。
第三次中東戦争の後、消耗戦争期の1969年10月になって、第69飛行隊は前月に編成された第201飛行隊に続いて、イスラエル空軍でF-4E"ファントムII"戦闘機を運用する2番目の飛行隊としてラマト・ダヴィド空軍基地で再編成された。この再編成時の飛行隊長は以前ミステール IV Aのパイロットを勤め、後にイスラエル空軍司令官となったアビフ・ベン＝ヌンであった。消耗戦争の期間中、第201飛行隊および第69飛行隊は計9機のF-4Eを失ったが、1970年7月にはそれらの損失を埋めるため8機のF-4Eが追加配備された。1971年には2機の偵察型"RF-4E"が第69飛行隊に追加配備された。
1973年の第四次中東戦争では、イスラエル空軍のF-4E運用部隊はシナイ半島でエジプト軍の地対空ミサイル施設等への対地攻撃で多数の出撃を行い多くの戦果を挙げ、また損失を出した。第69飛行隊は第四次中東戦争で6機のF-4Eを失ったが、約600回の対地攻撃ミッションで多数の地上目標を破壊した。
1970年代後半には、F-4Eはレバノン南部のPLO拠点への攻撃に投入されるようになり、第69飛行隊も1978年のリタニ作戦、1982年のガリラヤの平和作戦を含むこれらの作戦に従事した。
1990年代中頃になって、第69飛行隊はF-4Eに変わって新たにF-15I"ラーム"を運用する飛行隊として再編され、現在に至っている。第69飛行隊の現在の拠点は南部のハツェリム空軍基地と見られるが、F-15A/B/C/Dを運用する第106飛行隊、第133飛行隊と同じくテルノフ空軍基地を拠点とするという情報も見られる。
2007年9月のイスラエル空軍によるシリアの核施設攻撃作戦には、第69飛行隊のF-15Iが投入されたと見られている。